# Райчаньи, Ласло
Ласло Райчаньи (венг. Rajcsányi László; 16 февраля 1907 — 5 сентября 1992) — венгерский фехтовальщик, трёхкратный олимпийский чемпион.
Родился в Будапеште.
В 1933, 1934 и 1935 годах выигрывал золотые медали чемпионатов мира. В 1936 году на Олимпийских играх в Берлине он завоевал золотую медаль. В 1937 году он завоевал золотую и бронзовую медали чемпионата мира.
После Второй мировой войны в 1948 году на Олимпийских играх в Лондоне спортсмен в очередной раз завоевал золотую медаль. В 1951 году он вновь стал чемпионом мира, а в 1952 завоевал золотую медаль Олимпийских игр в Хельсинки. В 1953 он вновь стал чемпионом мира.